# Башкорт тауышы
Башкорт тавышы, Башкорт тауышы или Башкорт тавыши (ст. тат. باشقرد تاوشی) — общественно-политическая газета, издаваемая в 1918 году в городе Оренбурге на старотатарском и русском языках один раз в неделю в городе Оренбурге в типографии «Новое время». Учреждена Оренбургским военным отделом Башкирского правительства в июле 1918 года. Редактор Х. Г. Габитов.

## История
В газете, как официальном органе власти, главное место было отведено ознакомлению населения автономной Башкирии с работами центрального правительства, распространению и разъяснению его распоряжений. Газета, так же освещала события Гражданской войны, издавала приказы и распоряжения Башкирского правительства, Башкирского военного совета, антибольшевистские статьи.
20 августа 1918 года было принято решение объединить газеты «Башкорт» и «Башкорт тавыши» и издать новую газету «Башкорт хөкүмәтенең теле» (рус. Вестник правительства Башкирии).